# Dompierre-en-Morvan
Dompierre-en-Morvan település Franciaországban, Côte-d’Or megyében. Lakosainak száma 200 fő (2022. január 1.). Dompierre-en-Morvan Thoste, La Roche-en-Brenil, Aisy-sous-Thil, Lacour-d’Arcenay és Montigny-Saint-Barthélemy községekkel határos.

## Népesség
A település népességének változása:
| Lakosok száma | 218  | 161  | 163  | 206  | 217  | 213  | 211  | 203  | 201  | 200  |
|               | 1968 | 1982 | 1990 | 2006 | 2013 | 2015 | 2017 | 2019 | 2020 | 2022 |